# Maurice Guillaux

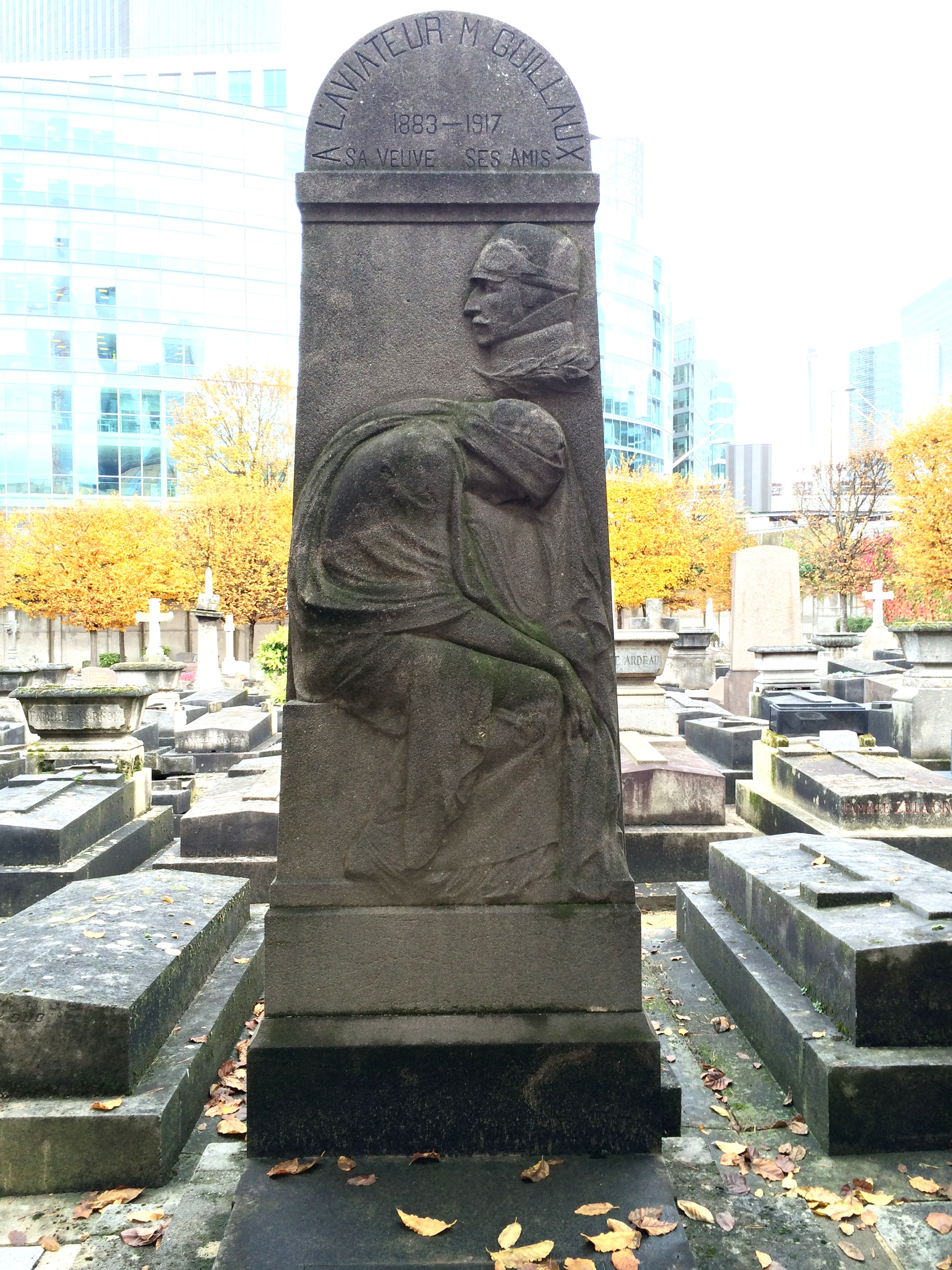
Tombe de Maurice Guillaux au cimetière nouveau de Neuilly-sur-Seine.

Ernest François Guillaux, dit Maurice Guillaux, né le 24 janvier 1883 et mort le 22 mai 1917, était un aviateur français. En 1914, il passa sept mois en Australie et il effectua, entre le 16 et le 18 juillet 1914, le premier vol postal et de fret d'Australie, de Melbourne à Sydney.

## Biographie
Il est né à Montoire le 24 janvier 1883, d'un père charron et d'une mère couturière. 
Le 19 février 1912, il passa obtient son brevet de pilote. Il fut le premier à exécuter le 26 décembre 1913 trois " loopings the loop " au-dessus de Paris. En juillet 1914, il effectua, à bord de son Blériot XI, le premier vol de poste et fret aérien d'Australie, de Melbourne à Sydney. Il fut aussi le premier à piloter un hydravion en Australie.
Il devint instructeur, en 1917, au 5th Squadron Flying Corps en Angleterre. Il disparut le 22 mai 1917 à Villacoublay lors de l'essai d'un nouvel appareil.
Il est inhumé au cimetière nouveau de Neuilly-sur-Seine. Sa stèle est ornée de son portrait et d'une pleureuse.

## Pour approfondir